# Sanada Yukitaka
En aquest nom japonès, el cognom és Sanada.
Sanada Yukitaka (真 田 幸 隆) va ser un dàimio japonès de la província de Shinano i considerat un dels vint-i-quatre generals de Takeda Shingen.
Sota les ordres de Takeda Shingen, Yukitaka participar en la batalla d'Odaihara de 1546 i en els setges de Toishi de 1550 i 1551 i era anomenat un dels tres danjōchū de Shingen.
Va ser pare de Sanada Masayuki i avi del llegendari guerrer samurai Sanada Yukimura de qui Hideyoshi va arribar a assegurar que era "Un heroi que apareix cada cent anys".
Yukitaka va morir el de 1574.